# 자연화
자연화란 문화적이고 역사적인 것을 자연적인 것으로 인식하게 하는 과정이다. 즉 사회적·역사적·경제적·문화적으로 형성된, 따라서 변화될 수 있는 환경 혹은 의미를 마치 자연적인 것처럼 즉 불가피하고 시대를 초월하며 보편적인 것으로 인식하게 하는 메커니즘을 의미한다.